# 全日本リーディングジョッキーシリーズ
全日本リーディングジョッキーシリーズ（ぜんにほんリーディングジョッキーシリーズ）は、大井競馬場で開催されていた騎手招待競走である。

## 概要
各エリアの地方競馬のリーディングジョッキーとJRAのジョッキー数名を招き、2戦勝負で争う騎手招待競走。条件馬が対象のレースであり、重賞扱いではなかった。2001年・2002年は日米友好レースとして施行された。
2004年をもって休止中である。

## 優勝騎手
| 回数   | 開催年月日     | 優勝騎手     | 所属   | 騎乗馬             |
| ------ | -------------- | ------------ | ------ | ------------------ |
| 第1回  | 1977年         | 古川哲也     | 佐賀   |                    |
| 第2回  | 1978年         | 内野健二     | 浦和   |                    |
| 第3回  | 1979年         | 打越初男     | 高知   |                    |
| 第4回  | 1980年         | 桑島孝春     | 船橋   |                    |
| 第5回  | 1981年         | 的場文男     | 大井   |                    |
| 第6回  | 1982年         | 日下部一二三 | 宇都宮 | ボーイングランバー |
| 第7回  | 1983年         | 田中道夫     | 兵庫   |                    |
| 第8回  | 1984年         | 坂本敏美     | 愛知   |                    |
| 第9回  | 1985年         | 飯島雄治     | 荒尾   |                    |
| 第10回 | 1986年11月27日 | 桑島孝春     | 船橋   | ニシノマリンバ     |
| 第11回 | 1987年11月26日 | 石崎隆之     | 船橋   | リンドオートバイ   |
| 第12回 | 1988年12月1日  | 安藤勝己     | 笠松   | バイロツクオー     |
| 第13回 | 1989年11月28日 | 的場文男     | 大井   | メイサーテイー     |
| 第14回 | 1990年10月23日 | 石崎隆之     | 船橋   | ツキノコバン       |
| 第15回 | 1991年9月17日  | 岡部幸雄     | JRA    | ヤマヒサシンゲキ   |
| 第16回 | 1992年9月17日  | 古川哲也     | 佐賀   | コウチグシケン     |
| 第17回 | 1993年9月13日  | 有馬澄男     | 中津   | ジングウシャルマン |
| 第18回 | 1994年9月8日   | 森下博       | 川崎   | パワーシャトル     |
| 第19回 | 1995年9月12日  | 的場均       | JRA    | フラッシュキング   |
| 第20回 | 1996年9月10日  | 内田博幸     | 大井   | ホクリョータイトル |
| 第21回 | 1997年9月10日  | 的場文男     | 大井   | エイコーロータリー |
| 第22回 | 1998年9月14日  | 的場文男     | 大井   | ヒカリクリスタル   |
| 第23回 | 1999年9月9日   | 的場文男     | 大井   | ナグルホワイト     |
| 第24回 | 2000年9月26日  | 本間光雄     | 浦和   | ムテキジョオー     |
| 第25回 | 2001年9月26日  | 内田博幸     | 大井   | ハネダスプラッシュ |
| 第26回 | 2002年9月26日  | 的場文男     | 大井   | トキノエイト       |
| 第27回 | 2003年11月3日  | 内田博幸     | 大井   | ハヤトダイタク     |
| 第28回 | 2004年11月2日  | 吉留孝司     | 荒尾   | ホクトオーザ       |